# Kevin MacLeod
Kevin MacLeod (ur. 28 września 1972 w Green Bay) – amerykański kompozytor i muzyk. 

## Kariera
Skomponował ponad dwa tysiące utworów, które są „wolne od tantiem”. Licencjonuje swoją muzykę na podstawie praw Creative Commons, co umożliwia każdemu korzystanie z jego utworów bez ponoszenia dodatkowych kosztów, pod warunkiem uznania jego autorstwa. Jego muzyka była wykorzystywana w tysiącach filmów. Do marca 2019 w bazie IMDb widnieje jako kompozytor muzyki w ponad 3000 filmach.
W 2015 roku MacLeod otrzymał nagrodę International Honorary Web Video Award podczas German Web Video Awards 2015 przyznawaną przez European Web Video Academy, za całokształt osiągnięć i wpływ na niemiecką społeczność wideo.

## Dyskografia

### Albumy[8][9]
- 2006: Dorney Rock
- 2006: Missing Hits 2
- 2012: Cuentos de Recuperación (with Sonia Echezuria)
- 2014: Horror Soundscapes
- 2014: Highland Strands
- 2014: Ghostpocalypse
- 2014: Calming
- 2014: Hard Electronic
- 2014: Madness and Paranoia
- 2014: PsychoKiller
- 2014: Supernatural Haunting
- 2014: The Ambient
- 2014: Cephalopod
- 2014: Dark World
- 2014: Disco Ultralounge
- 2014: Polka! Polka! Polka!
- 2014: Primal Drive
- 2014: Sadness
- 2014: The Descent
- 2014: Dark Continent
- 2014: Wonders
- 2014: Action Cuts
- 2014: Aspiring
- 2014: Light Electronic
- 2014: Medium Electronic
- 2014: Mystery
- 2014: Tenebrous Brothers Carnival
- 2014: Atlantean Twilight
- 2014: Healing
- 2014: Latinesque
- 2014: Take the Lead
- 2014: Thatched Villagers
- 2014: Happyrock
- 2014: Music to Delight
- 2014: Silent Film: Light Collection
- 2014: Vadodara
- 2014: Bitter Suite
- 2014: Comedy Scoring
- 2014: Double Drift
- 2014: Reunited
- 2014: Funkorama
- 2014: Oddities
- 2014: Silent Film: Dark Collection
- 2015: Christmas!
- 2015: Darkness
- 2015: Exhilarate
- 2015: Film Noire
- 2015: Netherworld Shanty
- 2015: Romance
- 2015: Video Classica
- 2015: Virtutes Instrumenti
- 2015: Ossuary
- 2015: Pixelland
- 2016: Maccary Bay
- 2016: Mystic Force
- 2016: Anamalie
- 2016: Final Battle
- 2016: Carpe Diem
- 2016: Groovy
- 2016: Mesmerize
- 2016: Traveller
- 2017: Shadowlands
- 2017: Destruction Device
- 2017: Spirit
- 2017: Ferret
- 2017: Teh Jazzes
- 2017: Miami Nights
- 2018: Spring Chicken
- 2018. Sheep Reliability
- 2019: Meditation
- 2019: Epic
- 2019: The Complete Game Music Bundle
- 2019: Complete Collection (Creative Commons)
- 2020: SCP-XXX
- 2020: Relaxx
- 2021: Missing Hits
- 2021: The Waltzes
- 2021: Missing Hits C to E
- 2021: Missing Hits N to R
- 2021: Missing Hits Calmness
- 2021: Missing Hits F to J
- 2021: Missing Hits K to M
- 2021: Missing Hits A to B
- 2021: Missing Hits S to T
- 2021: Missing Hits U to Z

### Single[10]
- 2011: The Cannery
- 2014: Tranquility 5
- 2014: Sneaky Snitch
- 2014: Fluffing a Duck
- 2014: Orrganic Meditation
- 2014: Touching Moments
- 2014: Impact
- 2015: Guts and Bourbon
- 2015: Somewhere Sunny
- 2015: Garden Music
- 2016: Vicious
- 2017: Ever Mindful
- 2018: Magic Scout: A Calm Experience
- 2018: Laserpack
- 2019: Dream Catcher
- 2019: Flying Kerfufle
- 2019: Le Grand Chase
- 2019: Crusade: Heavy Industry
- 2019: OnionCapers
- 2019: Envision
- 2019: Glitter Blast
- 2019: Leaving Home
- 2019: Magistar
- 2019: Midnight Tale
- 2019: River Flute
- 2019: Symmetry
- 2019: Sovereign
- 2019: Hustle Hard
- 2019: Almost Bliss
- 2019: Beauty Flow
- 2019: Half Mystery
- 2019: Past Sadness
- 2019: Raving Energy
- 2019: Rising Tide
- 2019: Tyrant
- 2019: Sincerely
- 2019: Celebration
- 2019: Deep and Dirty
- 2019: Fuzzball Parade
- 2019: Lotus
- 2019: Realizer
- 2019: Stay the Course
- 2019: Verano Sensual
- 2019: Wholesome
- 2019: Farting Around
- 2019: Aquarium
- 2019: Monkeys Spinning Monkeys
- 2019: A Kevin MacLeod Xmas
- 2019: Folk?
- 2019: Menagerie
- 2020: Worldish
- 2019: Scheming Weasel (Peukie Remix)
- 2020: What You Want
- 2020: Island Music
- 2020: On Hold for You
- 2020: Canons in D
- 2020: Project 80s
- 2021: World
- 2021: Now That's Now!
- 2021: Night in the Castle
- 2021: Adventures in Adventureland
- 2021: WOTSITS!!!!
- 2021: Space Jazz
- 2021: Ethereal Relaxation
- 2022: Journey to Ascend
- 2022: Boogie Party
- 2023: Paradise Found